# Protasekretis
Le protasekretis ou protoasekretis (en grec byzantin πρωτασηκρῆτις, prôtasêkrêtis) est un haut fonctionnaire de la chancellerie impériale, à Constantinople, le chef du collège des asekretis (hellénisation du latin a secretis, secrétaire), la principale classe de notaires impériaux byzantins.

## Histoire
Le poste évolue progressivement avec le temps. Les premiers asekretai sont attestés au VIe siècle et plusieurs patriarches de Constantinople ainsi que l'empereur Anastase II sont issus de leurs rangs. En plus d'une possible référence anachronique à Maxime le Confesseur comme protasekretis sous Héraclius, la première preuve de l'existence de cette fonction (sous le nom de protos a secretis) vient du Liber Pontificalis de 756. En tant que chef de la chancellerie impériale (le successeur du primicerius notariorum de la fin de l'Empire romain, sa position est très influente. Dans le Kletorologion de Philothée (899), qui présente une liste de préséance des différents offices impériaux, le protasekretis est placé en septième position parmi les sekretikoi, les ministres financiers. Selon les documents et les sceaux, les prōtasēkrētai détiennent les dignités de protospathaire, de patrice et d'anthypatos. Le patriarche Photios Ier est l'un des détenteurs de ce poste.
Parmi ses subordonnés, on retrouve, en plus des asēkrētai, la catégorie moins importantes des notarioi impériaux dirigés par le prōtonotarios ainsi que des dignitaires connus sous le nom de dekanos responsables des « papiers impériaux » selon le De ceremoniis de l'empereur Constantin VII Porphyrogénète. Le protasekretis semble avoir aussi été chargé de la préparation des chrysobulles impériaux. Cependant, après 1106, ils ne font plus partie de la chancellerie et détiennent des fonctions judiciaires. Ils dirigent l'une des quatre courts les plus importantes de l'Empire byzantin (avec le megas droungarios, le dikaiodotēs et le koiaistōr). Bien que la catégorie des asēkrētai n'est plus attestée après le XIIe siècle, le poste de protasekretis perdure durant la période Paléologue.